# Partido Popular de Extremadura
El Partido Popular de Extremadura (también conocido como PP de Extremadura) es la delegación extremeña del Partido Popular. Fue fundado por Adolfo Díaz-Ambrona Bardají. Su presidenta es María Guardiola y su sede central está en la calle Adriano, 14, en Mérida. En la actualidad gobiernan en coalición con VOX la Junta de Extremadura, siendo María Guardiola la primera mujer que accede a la presidencia.

## Historia
El Partido Popular procede de la refundación en un partido único de la coalición de partidos Alianza Popular en 1989.

## Estructura Orgánica
- Presidencia: María Guardiola Martín
- Secretaría General: Abel Bautista Morán
- Vicesecretaría General: 
  - Secretaría Ejecutiva de Coordinación:
- Vicesecretaría General de Organización y Electoral: 
  - Secretaría Ejecutiva Electoral:
  - Secretaría Ejecutiva de Organización:
  - Secretaría Ejecutiva de Comunicación Interna:
  - Secretaría Ejecutiva de Atención al Afiliado:
- Vicesecretaría General de Comunicación y Portavoz Regional: 
  - Secretaría Ejecutiva de Innovación Tecnológica:
  - Secretaría Ejecutiva de Internet:
- Vicesecretaría General de Política Municipal:
  - Secretaría Ejecutiva de Política Municipal:
  - Secretaría Ejecutiva de Mancomunidades:
  - Secretaría Ejecutiva de Desarrollo Rural:
  - Secretaría Ejecutiva de Alcaldes:
- Vicesecretaría General de Estudios y Programas:
  - Secretaría Ejecutiva de Estudios y Programas:
  - Secretaría Ejecutiva de Universidad:
  - Secretaría Ejecutiva de Cultura:
- Vicesecretaría General de Formación:
  - Secretaría Ejecutiva de Formación:
- Vicesecretaría General de Relaciones con Organizaciones Sociales:
  - Secretaría Ejecutiva de Emigración:

- - Secretaría Ejecutiva de Turismo:
  - Secretaría Ejecutiva de Economía:
  - Secretaría Ejecutiva de Empleo:
  - Secretaría Ejecutiva de Agricultura:
  - Secretaría Ejecutiva de Inmigración:
  - Secretaría Ejecutiva de Deportes:
  - Secretaría Ejecutiva de Discapacitados:
- Vicesecretaría General de Políticas de Igualdad:

- - Secretaría Ejecutiva de Movimientos Sociales:
  - Secretaría Ejecutiva de Igualdad:
- Vicesecretaría General de Política Social:

- - Secretaría Ejecutiva de Educación:

## Resultados electorales

### Resultados regionales
| Elecciones | Candidato                     | Votos        | % de votos | Escaños | +/- | Posición                     |
| ---------- | ----------------------------- | ------------ | ---------- | ------- | --- | ---------------------------- |
| 1983       | Adolfo Díaz-Ambrona           | 168 606 (#2) | 30,24 %    | 20/65   | -   | Oposición                    |
| 1987       | Adolfo Díaz-Ambrona           | 144 117 (#2) | 24,39 %    | 17/65   | 3   | Oposición                    |
| 1991       | Juan Vicente Sánchez Cuadrado | 155 485 (#2) | 26,78 %    | 19/65   | 2   | Oposición                    |
| 1995       | Juan Ignacio Barrero          | 259 703 (#2) | 39,82 %    | 27/65   | 8   | Oposición                    |
| 1999       | Juan Ignacio Barrero          | 258 657 (#2) | 40,01 %    | 28/65   | 1   | Oposición                    |
| 2003       | Carlos Floriano               | 255 808 (#2) | 39,23 %    | 26/65   | 2   | Oposición                    |
| 2007       | Carlos Floriano               | 257 392 (#2) | 39,18 %    | 27/65   | 1   | Oposición                    |
| 2011       | José Antonio Monago           | 307 975 (#1) | 46,79 %    | 32/65   | 5   | Gobierno (minoría)           |
| 2015       | José Antonio Monago           | 236 266 (#2) | 37,07 %    | 28/65   | 4   | Oposición                    |
| 2019       | José Antonio Monago           | 168 982 (#2) | 27,48 %    | 20/65   | 8   | Oposición                    |
| 2023       | María Guardiola               | 236 235 (#2) | 38,84 %    | 28/65   | 8   | Gobierno (coalición con Vox) |

### Resultados en las elecciones generales
| Elecciones     | Votos   | % de votos | Escaños | Posición |
| -------------- | ------- | ---------- | ------- | -------- |
| 1977           | 41 396  | 7,83 %     | 0/12    | 3º       |
| 1979           | 19 684  | 3,67 %     | 0/12    | 4º       |
| 1982           | 143 032 | 23,80 %    | 3/12    | 2º       |
| 1986           | 161 036 | 26,73 %    | 4/11    | 2º       |
| 1989           | 153 261 | 24,97 %    | 4/11    | 2º       |
| 1993           | 238 191 | 35,77 %    | 4/11    | 2º       |
| 1996           | 282 698 | 40,28 %    | 5/11    | 2º       |
| 2000           | 310 850 | 47,03 %    | 6/11    | 1º       |
| 2004           | 295 326 | 42,39 %    | 5/10    | 2º       |
| 2008           | 292 453 | 41,81 %    | 5/10    | 2º       |
| 2011           | 339 237 | 51,18 %    | 6/10    | 1º       |
| 2015           | 225 564 | 34,79 %    | 4/10    | 2º       |
| 2016           | 245 022 | 39,9 %     | 5/10    | 1º       |
| Abril 2019     | 140 473 | 21,38 %    | 2/10    | 2º       |
| Noviembre 2019 | 154 269 | 26 %       | 3/10    | 2º       |
| 2023           | 237 701 | 37,89 %    | 4/10    | 2º       |